# Liste de mathématiciens chinois
C'est une liste de mathématiciens chinois. Avec une histoire s'étendant sur plus de trois millénaires, les mathématiques chinoises sont considérées comme ayant initialement connu un développement largement indépendamment des autres cultures.

## Période classique
- Jing Fang: 78-37 av. J.-C.,
- Liu Xin (en): ca. 50 av. J.-C. - 23 ap. J.-C.
- Zhang Heng: 78 à 139 ap. J.-C.
- Liu Hong: 129 à 210 ap. J.-C.
- Cai Yong: 132 à 192 ap. J.-C.
- Liu Hui: 225 à 295 ap. J.-C.
- Wang Fan: 228 à  266 ap. J.-C.
- Liu Hui: IIIe siècle
- Sun Tzu: c. IIIe – Ve siècle
- Zu Chongzhi: 429 à 500 ap. J.-C.
- Zu Gengzhi: ca. 450 – ca. 520 ap. J.-C., il a calculé des valeurs de temps avec une précision sans précédent. Ses méthodes d'interpolation et son utilisation de l'intégration sont de loin en avance sur son temps.

## Milieu de la période impériale
- Zhen Luan: 535-566
- Wang Xiaotong: 580-640
- Li Chunfeng: 602-670
- Yi Xing: 683-727
- Wei Pu: 11e siècle
- Jia Xian: 1010-1070
- Su Song: 1020-1101
- Shen Kuo: 1031-1095
- Li Zhi: 1192-1279
- Qin Jiushao: c. 1202-1261
- Guo Shoujing: 1231-1316
- Yang Hui: c. 1238-1298
- Zhu Shijie: 1249-1314

## Fin de la période impériale
- Cheng Dawei: 1533-1606
- Zhu Zaiyu: 1536-1611
- Xu Guangqi: 1562-1633
- Li Rui: 1768-1817
- Li Shanlan: 1810-1882
- Xiong Qinglai: 1893-1969
- Su Buqing: 1902-2003
- Pao-Lu Hsu: 1910-1970
- Hua Luogeng: 1910-1985
- Ke Zhao: 1910-2002
- Shiing-Shen Chern: 1911-2004

## Période moderne
- Chien Wei-zang: 1912-2010
- Ky Fan: 1914-2010
- Chia-Chiao Lin: 1916-2013
- Wu Wenjun: 1919-2017
- Yuan-Shih Chow: né en 1924
- Gu Chaohao: 1926-2012
- Daoxing Xia: né en 1930
- Wang Yuan: né en 1930
- Chen Jingrun: 1933-1996
- Pan Chengdong (en): 1934-1997
- Yum-Tong Siu: né en 1943
- Peng Shige: né en 1947
- Shing-Tung Yau: né en 1949, lauréat de la médaille Fields.
- Zhang Yitang: né en 1955
- Gang Tian: né en 1958
- Jeffrey Yi-Lin Forrest (en): né en 1959
- Huai-Dong Cao: né en 1959
- Shou-Wu Zhang: né en 1962
- Weinan E: né en 1963
- Kefeng Liu né en 1965
- Terence Tao: né en 1975
- Wei Zhang né en 1981
- Zhiwei Yun né en 1982